# Lomaspilis marginaria
Lomaspilis marginaria är en fjärilsart som beskrevs av Gregorio Bondar. Lomaspilis marginaria ingår i släktet Lomaspilis och familjen mätare. Inga underarter finns listade i Catalogue of Life.